# Somatolophia
Somatolophia là một chi bướm đêm thuộc họ Geometridae.

## Các loài chọn lọc
- Somatolophia haydenata (Packard, 1876)
- Somatolophia ectrapelaria (Grossbeck, 1908)
- Somatolophia pallescens McDunnough, 1940